# Parco nazionale Drents-Friese Wold
Il parco nazionale Drents-Friese Wold (in olandese: Nationaal Park Drents-Friese Wold) è un parco nazionale situato tra Drenthe e Frisia, nei Paesi Bassi.